# My Name Is Barbra
| Recensione | Giudizio |
| ---------- | -------- |
| AllMusic   |          |

My Name Is Barbra è il quinto album in studio della cantante statunitense Barbra Streisand, pubblicato nel 1965 dalla Columbia Records.

## Tracce
Lato A
1. My Name Is Barbra – 0:53 (Bernstein)
2. A Kid Again/I'm Five – 2:05
3. Jenny Rebecca – 3:03 (Carol Hall)
4. My Pa – 2:30 (Leonard, Martin)
5. Sweet Zoo – 1:36 (Harris)
6. Where Is the Wonder – 2:18 (Barr, McGregor)

Lato B
1. I Can See It – 3:06 (Jones, Schmidt)
2. Someone to Watch Over Me – 2:43 (G. Gershwin, I. Gershwin)
3. I've Got No Strings – 2:49 (Harline, Washington)
4. If You Were the Only Boy in the World – 3:28 (Ayer, Grey)
5. Why Did I Choose You? – 2:49 (Leonard, Martin)
6. My Man (Mon Homme) – 2:57 (Charles, Pollock, Albert Willemetz, Yvain)

## Classifiche
| Classifica (1965) | Posizione massima |
| ----------------- | ----------------- |
| Stati Uniti       | 2                 |

## Riconoscimenti
- 1966 - Grammy Award
  - Miglior interpretazione vocale femminile a Barbra Streisand
  - Nomination Album dell'anno a Barbra Streisand